# Google Web Toolkit
Google Web Toolkit (GWT) je open source Java software development framework, který umožňuje psát webovým vývojářům AJAX-ové aplikace podobné Google Maps nebo Gmailu. GWT je využívaný například službami Google AdWords nebo Google Wallet. Framework GWT je licencovaný pod licencí Apache License v2.0.

## Historie
Verze GWT číslo 1.0 RC 1 (build 1.0.20) byla uvolněna v květnu 2006. Google ohlásil GWT na konferenci JavaOne v roce 2006.
Verze GWT:
- GWT 1.0, 17. květen 2006
- GWT 1.1, 11. srpen 2006
- GWT 1.2, 16. listopad 2006
- GWT 1.3, 5. únor 2007
- GWT 1.4, 28. srpen 2007
- GWT 1.5, 28. srpen 2008
- GWT 1.6, 7. květen 2009
- GWT 1.7, 13. červen 2009
- GWT 2.0, 8. prosinec 2009
- GWT 2.1.0, 19. říjen 2010
- GWT 2.2.0, 11. únor 2011
- GWT 2.3.0, 3. březen 2011
- GWT 2.4.0, 8. září 2011
- GWT 2.5.0, říjen 2012
- GWT 2.5.1, březen 2013
- GWT 2.6.0, leden 2014
- GWT 2.6.1, květen 2014
- GWT 2.7.0, listopad 2014
- GWT 2.8.0, říjen 2016
- GWT 2.8.1, květen 2017
- GWT 2.8.2, říjen 2017